# 小梁川盛宗
小梁川盛宗可以是指
- 室町時代人物。
- 日本戰國時代人物。

## 室町時代的盛宗
小梁川盛宗（生年不詳－卒年不詳）是室町時代人物。陸奥小梁川氏之祖。父親是伊達持宗。官位是中務大輔。兒子有小梁川親朝、小梁川宗朝。
在伊達郡的小梁川成為分家並振興小梁川氏。下面提到的森宗是他的曾孙。

## 戰國時代的盛宗
小梁川盛宗（1523年－1595年2月22日）是日本戰國時代人物。陸奥小梁川氏當主。伊達氏的家臣。伊達晴宗的女婿。父親是小梁川親宗（尾張守）。兒子有小梁川宗重。官位是中務大輔。屬於小梁川親朝系的人物，上記的盛宗是其曾祖父。
從伊達晴宗一代就仕於伊達氏，被賜予出羽國置賜郡的高畠城。智勇兼備的人物，在與最上氏的武將里見民部和與大內定綱戰鬥是立下戰功。但是在元龜元年（1570年）中野宗時出奔時，因為被宗時逃脫而激怒義弟伊達輝宗。天正13年（1585年），在輝宗死去後以年老為理由從一線退下並隱居，以後就在伊達政宗的側近向政宗提出建議。晩年號泥播齋。文祿4年（1595年）正月14日，在京都死去。享年73歲。